# Zeljony Mys
Zeljony Mys (Russisch: Зелёный Мыс; "Groene Kaap") is een haven aan rechterzijde (westzijde) van de benedenloop van de Kolyma (130 kilometer van de monding) in het noordoosten van de Russische autonome deelrepubliek Jakoetië. De haven ligt ten westen van de gelijknamige kaap, op 3 kilometer ten noord-noordoosten van de plaats Tsjerski, waarvan het deel uitmaakt als microdistrict. De haven wordt beheerd door het staatsbedrijf SFOEMF (Severo-Vostotsjnogo oepravlenia morskogo flota; Noordoostelijk Bestuur van de Zeevloot). Het vaarseizoen duurt gemiddeld slechts 85 dagen per jaar; van begin juli tot begin oktober. De haven heeft geen eigen vloot. In 2001 werd er 90.400 ton overgeslagen tegenover 185.200 ton in 1987 en 500.000 ton in 1982 (eerder gemiddeld 600.000 ton per jaar).
De haven is door een verharde weg verbonden met Tsjerski en door een 310 kilometer lange winterweg (avtozimnik) verbonden met de stad Bilibino. In het havengebied wonen ongeveer 1100 mensen (2007). Ten noordoosten van de haven bevindt zich een olieterminal. Aan de weg naar Tsjerski bevindt zich de FSB-grenspost Tsjerski.

## Geschiedenis
1911 wordt traditioneel gezien als het jaar dat de binnenvaart begon op de Kolyma, daar in dat jaar het stoomschip Kolyma met de eerste goederenlading vanuit Vladivostok door de monding van de rivier voer, twee jaar nadat de Russische oceanograaf Georgi Sedov de monding in kaart had gebracht. Eind jaren 1930, begin jaren 1940 werd begonnen met het brengen van Goelagdwangarbeiders naar de plek van het huidige Zeljony Mys. Op de plek werd een kleine viskwekerij opgericht, waar 90 gevangenen en 7 bewakers actief waren van de Sevvostlag. De haven werd tevens gebruikt voor de overslag van goederen vanuit onder andere Zyrjanka en Ambartsjik.
Begin jaren 1950 koos een geologische expeditie naar de Anjoejvallei (alluviaal goud) de plek uit als basis voor haar activiteiten (onder andere voor SeveroVostokZoloto); het begin van de geschiedenis van de plek als uitvalsbasis naar de mijnregio rond Bilibino. Eind 1954 kwam hiervoor een tijdelijke kleine houten steiger gereed voor buitenboten en vissersboten. Dat jaar werd ook begonnen met de bouw van een nederzetting met de plaatsing van het kantoor van de expeditie, een aantal huizen en een aantal gebouwen voor de opslag van goederen. De huizen werden op een helling geplaatst en voorzien van een tuin omgeven door een laag hek. In de tuin bevond zich een opslag voor rivierijs, dat in de winter voor drinkwater werd gebruikt. In de zomer werd water betrokken uit grote vaten, die regelmatig werden bijgevuld vanuit een watertank, die per tractor op een slee werd aangevoerd. In de loop der tijd verrezen een machinewerkplaats (mechtech), meubelmakerij, paardestal voor jakoeten (gebruikt bij de geologische expedities), een gebouw voor het onderbrengen van de tractoren en een steiger voor kleine boten. De paarden werden in 1956 overgebracht naar Petoesjki 20 kilometer stroomafwaarts. De geologische expeditie liet in die tijd ook de winterweg aanleggen voor tractorladingen naar de mijngebieden rond Bilibino. In 1960 werd begonnen met de aanleg van een grote vaste houten steiger, die in 1966 werd vervangen door een betonnen steiger van 670 meter lengte. Langzamerhand groeide de haven, die ook zeewaardige schepen aankon, steeds verder en zorgde ervoor dat havens als Ambartsjik, Kraj Lesa en Michalkino verdwenen. Rondom de haven verrezen flatgebouwen en industriegebieden. In een speciaal uitgegraven waterweg werd in 1970 de drijvende gasturbinecentrale Severnoje sianieje ("Noorderlicht") geplaatst (2x12 kW - een warmte-krachtcentrale), die verbonden is met de Kerncentrale Bilibino en de Warmte-krachtcentrale Pevek.
De meeste bedrijven in de haven waren dochterbedrijven van de mijnbouw- en metallurgische bedrijven uit Bilibino in Tsjoekotka. Toch bleef de haven onder de jurisdictie van Jakoetië. In de jaren 1980 begon de overslag te dalen, hetgeen nog versterkt werd na de val van de Sovjet-Unie, toen de Noordelijke Zeeroute deels kwam stil te liggen en veel mijnen sloten.